# Thomas Coke (5e comte de Leicester)
Pour les articles homonymes, voir Thomas Coke et Coke.
Thomas William Edward Coke, 5e comte de Leicester (16 mai 1908 - 3 septembre 1976), est un pair britannique.

## Jeunesse

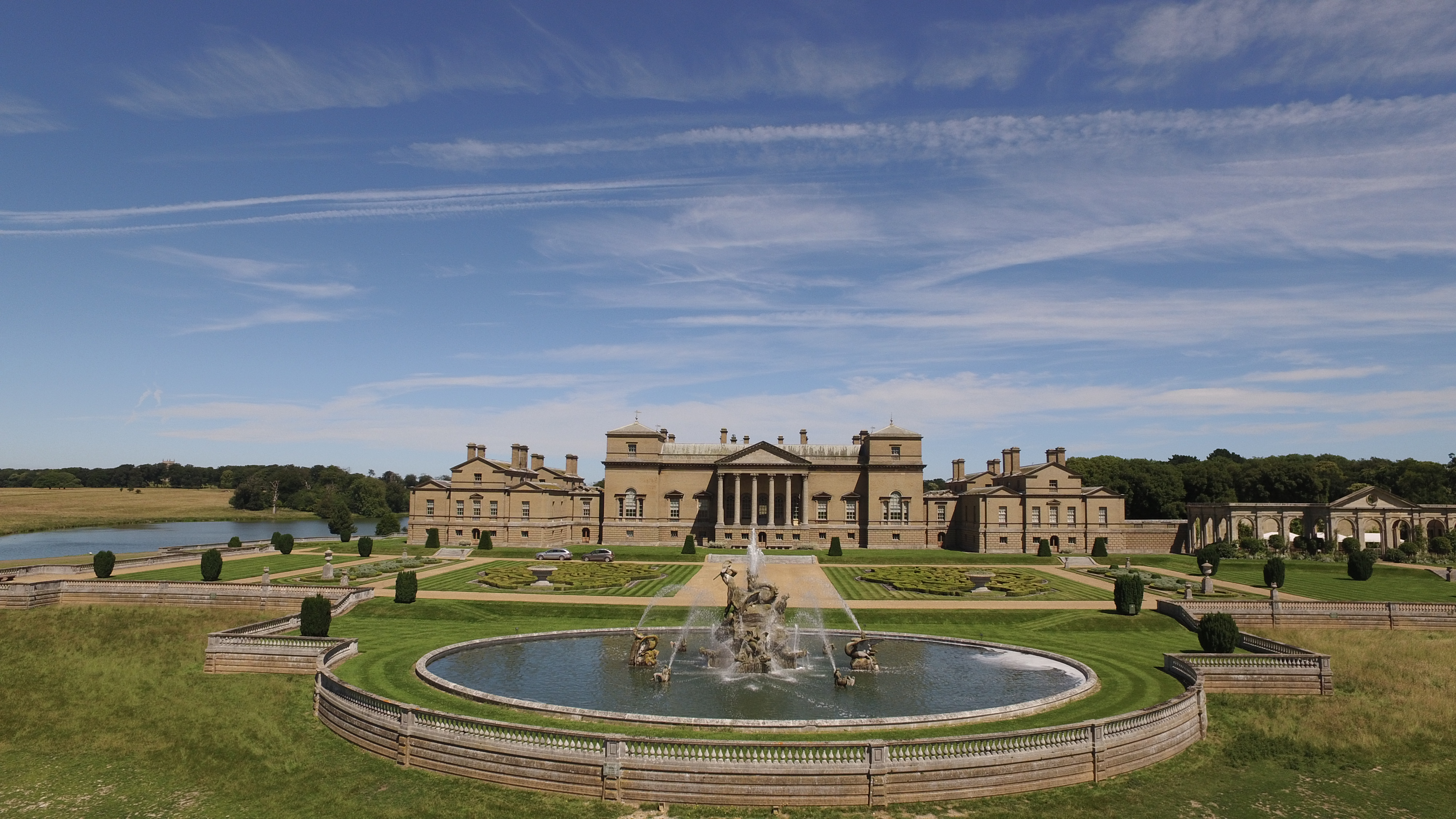
Holkham Hall, Norfolk

Thomas William Edward Coke, est né le 16 mai 1908. Il est le fils de Thomas Coke (4e comte de Leicester), et de Marion Gertrude Trefusis. Il fait ses études au Collège d'Eton et au Royal Military College de Sandhurst. Il devient 5e vicomte Coke et 5e comte de Leicester de Holkham le 21 août 1949.

## Carrière
Il est écuyer du duc d'York entre 1934 et 1937 et est investi en tant que membre de l'Ordre royal de Victoria (MVO) en 1937. Lorsque le duc d'York devient le roi George VI, le comte devient écuyer supplémentaire du roi entre 1937 et 1952, et continue comme écuyer supplémentaire de la reine Élisabeth II.
Il reçoit l'Ordre du Christ du Portugal en 1955 et plus tard l'Ordre royal de George Ier de Grèce en 1963.
Il sert comme aide de camp du commandant en chef du Moyen-Orient pendant la Seconde Guerre mondiale, atteignant le grade de major et devenant plus tard colonel honoraire du Royal Norfolk Regiment. Il occupe le poste de lieutenant adjoint (DL) de Norfolk à partir de 1944.

## Mariage et famille
Leicester épouse Elizabeth Mary Yorke (née le 10 mars 1912, décédée en 1985), fille de Charles Yorke, 8e comte de Hardwicke et Ellen Russell, le 1er octobre 1931.
Le couple a trois filles  :
- Anne Veronica Coke (née le 16 juillet 1932) Anne est l'une des demoiselles d'honneur 'dÉlisabeth II lors du couronnement en 1953[3] Elle épouse le pair écossais Colin Tennant (3e baron Glenconner) le 21 avril 1956. Ils ont cinq enfants. Elle est la dame d'honneur supplémentaire de la princesse Margaret, comtesse de Snowdon entre 1971 et 2002. Après son mariage, Anne Veronica Coke est nommée baronne Glenconner le 4 octobre 1983. Elle est nommée lieutenant, Royal Victorian Order (LVO) en 1991 [4].
- Carey Elizabeth Coke (5 mai 1934 – 14 mai 2018) [5] Elle épouse Bryan Ronald Basset le 30 avril 1960. Ils ont trois fils : David Francis Basset (1961-2010), Michael James Basset (né en 1963) et James Bryan Basset (né en 1968)[6].
- Sarah Marion Coke (née le 23 juillet 1944) Elle épouse le major David Finlayson Wylie-Hill Walter le 27 juin 1970. Ils ont deux fils : Nicholas Robert Walter (né en 1972) et James George Walter (né en 1975)[7].

Leicester est décédé le 3 septembre 1976 à l'âge de 68 ans. Parce qu'il n'a pas de fils, à sa mort, son cousin Anthony Coke (6e comte de Leicester), lui succède au titre de comte et d'autres titres. Coke est le grand-oncle de l'actrice Miranda Raison.